# Удав кілеватий
Удав кілеватий (Candoia carinata) — неотруйна змія з роду Тихоокеанський удав родини Удавові. Має 2 підвиди. Інші назви «удав целебеський» та «новогвінейський деревний удав».

## Опис
Загальна довжина коливається від 50 до 70 см. Інколи трапляються особини до 1,4 м. Вага здебільшого до 400 г, зрідка — 1,2 кг. Спостерігається статевий диморфізм — самки більші за самців. Голова розширена в основі, морда стиснута та дещо звужена на кінці. Тулуб дуже тонкий, стрункий. Має довгий, хапальний хвіст. Забарвлення сіре або коричневе, часто супроводжується цятками, крапочками або смужками.

## Спосіб життя
Полюбляє ліси, гаї, гаї кокосових пальм, плантації кави та какао. Активний уночі. Веде деревний спосіб життя. Харчується ящірками, дрібними жабами.
Це живородна змія. Самка народжує 10 дитинчат.

## Розповсюдження
Мешкає на Новій Гвінеї, в Індонезії та на архіпелазі Бісмарка.

## Підвиди
- Candoia carinata carinata
- Candoia carinata tepedeleni